# Championnat d'Islande de football de deuxième division 2003
Navigation
Saison précédente Saison suivante
La saison 2003 de 2. Deild est la 49e édition de la deuxième division islandaise. Les 10 clubs jouent les uns contre les autres lors de rencontres disputées en matchs aller et retour. Les 2 premiers du classement en fin de saison sont promus en 1. Deild, tandis que les 2 derniers sont relégués en 3. Deild.
Ce sont l'ÍBK Keflavík et le Víkingur Reykjavik, qui sont promus en première division en fin de saison. L'ÍBK parvient à remonter une saison seulement après sa relégation tandis que le Víkingur achève un séjour de quatre ans dans l'antichambre de l'élite.
En bas de classement, les clubs d'Afturelding Mosfellsbær et du Leiftur/Dalvik sont relégués dès la fin de la saison en 3e division. Pour la première fois depuis la saison 1992, les deux formations promues de 3. Deild parviennent à se maintenir.

## Compétition

### Classement
Le barème de points servant à établir le classement se décompose ainsi :
- Victoire : 3 points
- Match nul : 1 point
- Défaite : 0 point

| Rang | Équipe                  | Pts | J  | G  | N | P  | Bp | Bc | Diff |
| ---- | ----------------------- | --- | -- | -- | - | -- | -- | -- | ---- |
| 1    | ÍBK KeflavíkR           | 43  | 18 | 13 | 4 | 1  | 51 | 15 | +36  |
| 2    | Víkingur Reykjavik      | 35  | 18 | 9  | 8 | 1  | 28 | 15 | +13  |
| 3    | Thór AkureyriR          | 34  | 18 | 10 | 4 | 4  | 47 | 31 | +16  |
| 4    | Stjarnan Gardabaer      | 26  | 18 | 6  | 8 | 4  | 30 | 26 | +4   |
| 5    | Haukar Hafnarfjörður    | 22  | 18 | 6  | 4 | 8  | 26 | 32 | -6   |
| 6    | UMF NjarðvíkP           | 21  | 18 | 5  | 6 | 7  | 36 | 35 | +1   |
| 7    | Breiðablik Kopavogur    | 21  | 18 | 6  | 3 | 9  | 24 | 27 | -3   |
| 8    | HK KópavogurP           | 21  | 18 | 6  | 3 | 7  | 27 | 37 | -10  |
| 9    | Afturelding Mosfellsbær | 14  | 18 | 4  | 2 | 12 | 17 | 42 | -25  |
| 10   | Leiftur/Dalvik          | 11  | 18 | 3  | 2 | 13 | 21 | 47 | -26  |

|  | Promu en 1. Deild                             |
|  | Relégation en 3. Deild                        |
|  | P : Promu de 3. Deild R : Relégué de 1. Deild |

## Bilan de la saison
| Promotion et relégation |                                        |
| Relégué en 3. Deild     | Afturelding Mosfellsbær Leiftur/Dalvik |
| Promu en 1. Deild       | ÍBK Keflavík Víkingur Reykjavik        |

## Meilleurs buteurs
| # | Buteurs                       | Clubs              | Nb de Buts |
| - | ----------------------------- | ------------------ | ---------- |
| 1 | Jóhann Þórhallsson            | Thór Akureyri      | 15         |
| 2 | Þórarinn Brynjar Kristjánsson | ÍBK Keflavík       | 14         |
| 3 | Magnús Sverrir Þorsteinsson   | ÍBK Keflavík       | 12         |
| 4 | Stefán Örn Arnarson           | Víkingur Reykjavik | 10         |
| 4 | Eyþór Guðnason                | UMF Njarðvík       | 10         |